# Elis Biörklund
Axel Elis Biörklund, född den 1 maj 1889 i Stockholm, död där den 11 mars 1965, var en svensk sjömilitär. Han var son till Henning Biörklund.
Biörklund blev underlöjtnant 1908 och avlade licentiatexamen i ryska vid Uppsala universitet 1922. Efter chefskap på örlogsfartyg var han marinattaché i Paris och Haag 1930–1934 och avdelningschef inom marinstaben 1934–1938. Biörklund befordrades till kommendör 1938, var eskaderchef för vintereskadern 1938–1939, sjöstyrkechef 1939–1942 och chef för Västkustens marindistrikt 1942–1946. Han tjänstgjorde vid marinledningen i Stockholm 1946–1950 och blev konteramiral 1949. Biörklund invaldes som ledamot av Kungliga Örlogsmannasällskapet 1922 (hedersledamot 1949) och av Kungliga Krigsvetenskapsakademien 1938. Han blev riddare av Vasaorden 1928, av Svärdsorden 1929 och av Nordstjärneorden 1934 samt kommendör av andra klassen av Svärdsorden 1941 och kommendör av första klassen 1945. Biörklund vilar på Galärvarvskyrkogården i Stockholm.